# Marathon van Madrid 2006
De marathon van Madrid 2006 vond plaats op zondag 30 april 2006 in Madrid. Het was de 29e editie van deze marathon.
De wedstrijd bij de mannen werd een zege voor de Keniaan Joseph Ngolepus in 2:11.30. Hij verbeterde hiermee het parcoursrecord, dat tot 2011 stand zou houden. Op de finish had hij slechts veertien seconden voorsprong op zijn landgenoot Silas Sang. James Moiben, die derde werd in 2:12.19, maakte het Keniaanse podium compleet. Bij de vrouwen won de Tanzaniaanse Banuelia Katesigwa in 2:34.54.
In totaal finishten er 8290 marathonlopers.

## Uitslagen
Mannen
| rang   | naam                | land | tijd    |
| ------ | ------------------- | ---- | ------- |
| Goud   | Joseph Ngolepus     | KEN  | 2:11.30 |
| Zilver | Silas Sang          | KEN  | 2:11.44 |
| Brons  | James Moiben        | KEN  | 2:12.20 |
| 4      | Shadrack Kiplagat   | KEN  | 2:13.36 |
| 5      | Matthew Siguei      | KEN  | 2:13.44 |
| 6      | Ethanat Gelana      | ETH  | 2:13.48 |
| 7      | Lawrence Saina      | KEN  | 2:13.55 |
| 8      | David Makori        | KEN  | 2:15.01 |
| 9      | Michael Ngaseke     | ZIM  | 2:16.11 |
| 10     | Moses Nabei         | KEN  | 2:20.25 |
| 11     | Johnstone Chebii    | KEN  | 2:21.32 |
| 12     | Francisco Cano Juan | ESP  | 2:28.37 |

Vrouwen
| rang   | naam                | land | tijd    |
| ------ | ------------------- | ---- | ------- |
| Goud   | Banuelia Katesigwa  | TAN  | 2:34.54 |
| Zilver | Florence Barsosio   | KEN  | 2:36.13 |
| Brons  | Beatrice Omwanza    | KEN  | 2:37.26 |
| 4      | Larisa Malikova     | RUS  | 2:39.08 |
| 5      | Valentina Poltavska | UKR  | 2:51.15 |
| 6      | Elcidia Torres      | ESP  | 3:09.10 |

1978 ·
1979 ·
1980 ·
1981 ·
1982 ·
1983 ·
1984 ·
1985 ·
1986 ·
1987 ·
1988 ·
1989 ·
1990 ·
1991 ·
1992 ·
1993 ·
1994 ·
1995 ·
1996 ·
1997 ·
1998 ·
1999 ·
2000 ·
2001 ·
2002 ·
2003 ·
2004 ·
2005 ·
2006 ·
2007 ·
2008 ·
2009 ·
2010 ·
2011 ·
2012 ·
2013 ·
2014 ·
2015 ·
2016 ·
2017